# Nachi Cocom
Nachi Cocom (* um 1510; † 1560/1562) war Halach Huinik von Sotuta, ein Fürst der Maya und Führer des Widerstandes gegen die Konquista.

## Leben
Nachi entstammte der Dynastie der Cocom. Seine Geburt fiel etwa mit dem ersten Kontakt der Maya mit den Spaniern im Jahre 1511 zusammen und so war sein ganzes Leben auch geprägt vom Kampf der Kulturen, wobei er sich der Tradition und Unabhängigkeit verschrieben hatte. Eine ebenfalls bestimmende Größe in seinem Leben sollte die Feindschaft mit den Tutul Xiu sein, welche das südwestliche Nachbarfürstentum beherrschten und sich mit den Spaniern alliiert hatten.
Am 11. Juni 1541 unterlag er, ein vereintes Mayaheer anführend, gegen Francisco de Montejo bei Tixkokob. 1542 konnte Sotuta von Montejo eingenommen und Nachi Cocom in Maní inhaftiert werden. In der Folge wurde Nachi auf den Namen Juan getauft. Montejo gelang es weiterhin, eine Übereinkunft mit Nachi zu schließen, wonach dieser Mérida künftig schonen würde. Es kam zu Gebietskonzessionen an die Spanier, aber auch zu offiziellen Landeinweisungen an Nachis Getreue. So konnte u. a. sein Verwandter Francisco Cocom seine Kakaoplantage und seine Felder in Oxilá behalten. Dieser Vertrag von Ebtún war der erste und bis in das 19. Jahrhundert einzige Vertrag, durch den den Maya ihr Land überlassen wurde.
Er wurde nunmehr auch bei den Spaniern zu einer angesehenen Person. Als u. a. die Cupul 1546 gegen die Spanier einen neuen Aufstand begannen, trat Nachi Cocom als Vermittler und Friedensstifter auf. Er tat dies nicht, weil er den Aufstand nicht für legitim hielt, sondern um weiteres Blutvergießen zu unterbinden.
Wesentliche Angaben in Diego de Landas um 1566 verfasstem Werk „Relación de las cosas de Yucatán“ basieren auf seinen Angaben. 
Nachi Cocom verstarb zwischen 1560 und 1562. Sein Grab wurde wie das eines Heiligen verehrt, weshalb de Landa ihn exhumieren und verbrennen ließ. Im 19. Jahrhundert wurde ihm u. a. in seiner Residenzstadt Sotuta ein Denkmal auf einem zentralen Platz errichtet.  
Er hatte einen Sohn Francisco und eine Tochter. Sein Nachfolger als Oberhaupt der Cocom und Halach Huinik von Sotuta wurde sein Bruder Lorenzo Cocom. Dieser überlebte seinen Bruder um nur ein Jahr, er wählte den Freitod, um der Befragung durch Diego de Landa zu entgehen.